# Ventum
Ventum is een Nederlandse energieleverancier die sinds 2018 actief is in Nederland. Het hoofdkantoor is gevestigd in Utrecht. Er wordt stroom en gas geleverd aan zowel particuliere als zakelijke klanten. Sinds 18 oktober 2018 is het Ventum toegestaan om gas te leveren aan kleinverbruikers.
Het bedrijf richt zich in het bijzonder op klanten die in een moeizame financiële positie verkeren.